# Larry Junstrom
Larry Junstrom (22. června 1949 – 6. října 2019) byl americký baskytarista, dřívější člen skupin 38 Special a Lynyrd Skynyrd.

## Život
Narodil se roku 1949 v Pittsburghu, ale později se odstěhoval na Floridu. Zde v polovině šedesátých let založil skupinu Lynyrd Skynyrd, ze které však již roku 1970 odešel. Nahradil jej Greg T. Walker. V roce 1977 se stal členem skupiny 38 Special, ve které působil až do roku 2014, kdy ji opustil kvůli zranění ruky.